# 文烈王
優（？—前761年），是古朝鲜之箕子朝鲜的君主，子姓。东史年表认为在位於前776年至前761年，諡號文烈王（韓語：문열왕），後王位由兒子睦繼承。